# Dicranota polaris
Dicranota (Dicranota) polaris là một loài ruồi trong họ Pediciidae. Chúng phân bố ở vùng sinh thái Palearctic.